# Heinrich Boether
Heinrich Boether (* 27. Mai 1856 in Avendorf; † 2. Juni 1927 in Hannover) war ein deutscher Anatom, Histologe, Embryologe, Pharmakologe und Zoologe, Lehrbeauftragter sowie Direktor der Tierärztlichen Hochschule in Hannover und Geheimer Regierungsrat.

## Leben
Heinrich Boether trat am 1. Juli 1886 einerseits eine Stelle als kommissarischer Lehrer an der damaligen Königlichen Tierarzneischule in Hannover an, übernahm im selben Jahr jedoch als Direktor die Leitung der gesamten Bildungseinrichtung, die im Folgejahr 1887 zur Hochschule ernannt wurde.
Unter der Leitung von Boether, der als Begründer der anatomischen Forschung in Hannover gilt und dem das Anatomische Institut der Tierärztlichen Hochschule die Einrichtung seiner Lehrsammlung verdankt, erfolgte der Umzug der Hochschule vom Clevertor an seinen neuen Standort am Misburger Damm (heute: Bischofsholer Damm).
Seine leitende Stellung hielt Heinrich Boether bis 1924 inne.